# Ponera manni
Ponera manni är en myrart som beskrevs av Taylor 1967. Ponera manni ingår i släktet Ponera och familjen myror. Inga underarter finns listade i Catalogue of Life.